# Codros
Segons la mitologia grega, Codros (en grec antic Κόδρος), va ser un rei d'Atenes, fill de Melant i descendent de Neleu i per tant, del llinatge de Posidó.
Quan els heràclides van envair el Peloponès, Melant, que havia estat expulsat de Pilos, ciutat de Messènia, la seva pàtria, va fer cap a Atenes, on Timetes, un descendent de Teseu li va cedir la reialesa per l'ajuda que Melant li havia prestat al vèncer a Xantos, rei de Beòcia que volia envair la ciutat.
Codros havia arribat a Atenes amb el seu pare, i quan aquest va morir el va succeir en el tron. En el seu temps, els peloponesis capitanejats per Aletes, rei de Corint, envaïren l'Àtica, i l'oracle els havia promès la victòria a condició que no matessin el rei d'Atenes. Els atenencs van conèixer aquest oracle gràcies a un habitant de Delfos anomenat Cleomantis. El rei Codros, quan se'n va assabentar, va decidir sacrificar la seva vida per salvar la ciutat. Es va vestir de captaire i va sortir de la ciutat cap a les files enemigues, fent veure que anava a buscar llenya. Va trobar dos adversaris amb els que entaulà combat i en va matar un, però va morir a mans de l'altre. Els atenesos van reclamar el cadàver del rei als peloponesis per tal d'enterrar-lo. Aquests en veure que havien perdut l'esperança de conquerir Atenes van tornar a la seva terra. En reconeixement del sacrifici de Codros els atenencs van decidir que ningú més no portaria el títol de rei (βασιλεύς, basileus). A partir d'ell, el seu fill Medont i els successius dirigents de la ciutat es van dir arconts.
A Atenes s'ensenyava la tomba de Codros, al lloc on havia mort, a la riba dreta de l'Ilissos, davant les portes de la ciutat.